# 冤魂志
《冤魂志》，又名《还冤记》、《还魂记》，志怪小说集，隋颜之推撰。共三卷。
《冤魂志》取材自經傳，兼及當時傳聞，历叙记事上起西周，下迄北齐、北周和陳朝，故事內容皆以冤屈鬼魂复仇或为壞人受惩為结局。旨在扬善抑恶，阐扬因果报应之说，凡七十條故事。原書久佚。後人自《法苑珠林》注出《冤魂志》者计有四十二条，《太平广记》注出《还冤记》者计有四十七条。明代有陈继儒《宝颜堂秘笈》本，存三十六條。近人羅國威校注《冤魂志校注》共輯出六十六條。